# Zolani Mahola
Zolani Mahola (Bhisho, 19 de julio de 1981) es un cantante, actriz y oradora sudafricana. Es la cantante principal del grupo musical Freshlyground desde 2002. El 15 de agosto de 2019 anunció oficialmente el inicio de su carrera como solista. Adicionalmente ha participado como actriz en algunas producciones de cine y televisión sudafricanas.

## Biografía

### Primeros años y carrera como actriz
Mahola nació en Bhisho y asistió a la Escuela Secundaria Trinity. Trabajó como recepcionista en Makro durante los fines de semana y las vacaciones escolares. Creció en Ntshekisa, una larga y concurrida calle de New Brighton, un municipio en las afueras de Port Elizabeth.
Después de estudiar arte dramático en la Universidad de Ciudad del Cabo fue elegida para interpretar el papel principal en el drama televisivo Tsha-Tsha, que se emitió en SABC 1. Mahola interpretó el personaje de Zoë en el largometraje de animación Zambezia (2012) y también grabó la canción "Get Up" para la banda sonora original del filme.

### Carrera musical
Mahola y otros seis músicos formaron la agrupación Freshlyground en Ciudad del Cabo en 2002. Luego de la publicación del segundo álbum de la banda en 2004, The Sunday Times describió a Mahola como una de los mejores y más inspiradoras cantantes jóvenes de Sudáfrica. Viajó a Ciudad del Cabo, Durban y Pretoria con el cantante pop inglés Robbie Williams en 2006, con Freshlyground actuando como teloneros de Williams. Cantó además en el tercer álbum de estudio de The Parlotones, Stardust Galaxies (2009).
En la Copa Mundial de la FIFA de 2010, Mahola y Freshlyground interpretaron la canción "Waka Waka (This Time for Africa)" con la cantante colombiana Shakira durante las ceremonias de apertura y clausura.
En los Premios Glamour Women del año 2011, celebrados el 25 de julio en Johannesburgo, Mahola fue una de las ocho mujeres galardonadas por la división sudafricana de la revista Glamour. En la ceremonia se le nombró junto a su compañera de banda Kyla-Rose Smith como ícono de las mujeres sudafricanas en 2011.
El 15 de agosto de 2019, la cantante anunció oficialmente el lanzamiento de su carrera en solitario. Su primer lanzamiento como solista, "The One Who Sings", fue publicado en noviembre de 2019.